# Conus communis
Conus communis é uma espécie de gastrópode do gênero Conus, pertencente a família Conidae.